# Sunheung-myeon
Sunheung-myeon (koreanska: 순흥면)  är en socken i den centrala delen av Sydkorea, 160 km sydost om huvudstaden Seoul. Den ligger i stadskommunen Yeongju i provinsen Norra Gyeongsang. 